# 阿丘卡利亞尼山 (阿亞維里區)
15°06′28″S 70°40′55″W / 15.10778°S 70.68194°W
阿丘卡利亞尼山（Achucallani），是秘魯的山峰，位於該國東南部普諾大區，由梅爾加省的阿亞維里區負責管轄，屬於安地斯山脈的一部分，海拔高度5,000米。